# Yuri Guimarães
Yuri Monteverde Guimarães (nascido em 25 de julho de 2003) é um ginasta artístico brasileiro da equipe Agith de São Caetano do Sul e membro da Seleção brasileira de ginástica.

## Histórico competitivo
| Ano  | Evento                   | Equipes | AA | FX | PH | SR | VT | PB | HB |
| ---- | ------------------------ | ------- | -- | -- | -- | -- | -- | -- | -- |
| 2022 | Troféu Brasil            |         |    | 8  | 6  | 8  | 2  | 7  | 6  |
| 2022 | Campeonato Brasileiro    | 3       | 3  | 1  | 12 | 7  | 1  | 6  | 8  |
| 2022 | Campeonato Sul-Americano | 1       | 2  | 1  |    |    | 1  |    | 5  |
| 2022 | Jogos Sul-Americanos     | 1       |    | 5  |    |    | 5  |    |    |
| 2022 | Campeonato Mundial       | 7       |    |    |    |    | R2 |    |    |
| 2023 | DTB Pokal Team Challenge | 9       |    | 6  |    |    | 2  |    |    |
| 2023 | DTB Pokal Mixed Cup      | 3       |    |    |    |    | 2  |    |    |
| 2023 | Troféu Brasil            |         |    | 6  |    |    | 1  |    | 3  |
| 2023 | Campeonato Pan-Americano | 3       | 3  | 2  | 5  | 13 | 1  | 8  | 10 |
| 2023 | Campeonato Brasileiro    | 1       | 1  |    |    |    | 1  | 3  | 3  |